# Jia Perkins
Jia Dorene Perkins (ur. 23 lutego 1982 w Newburgh) – amerykańska koszykarka grająca na pozycji rzucającej, po zakończeniu kariery zawodniczej trenerka koszykarska, obecnie asystentka trenera drużyny NCAA – Oregon Ducks. 
Jest córką zawodnika NFL – Johnny'ego Perkinsa.
W 2014 zajęła drugie miejsce w głosowaniu na najlepsza rezerwową sezonu.

## Osiągnięcia

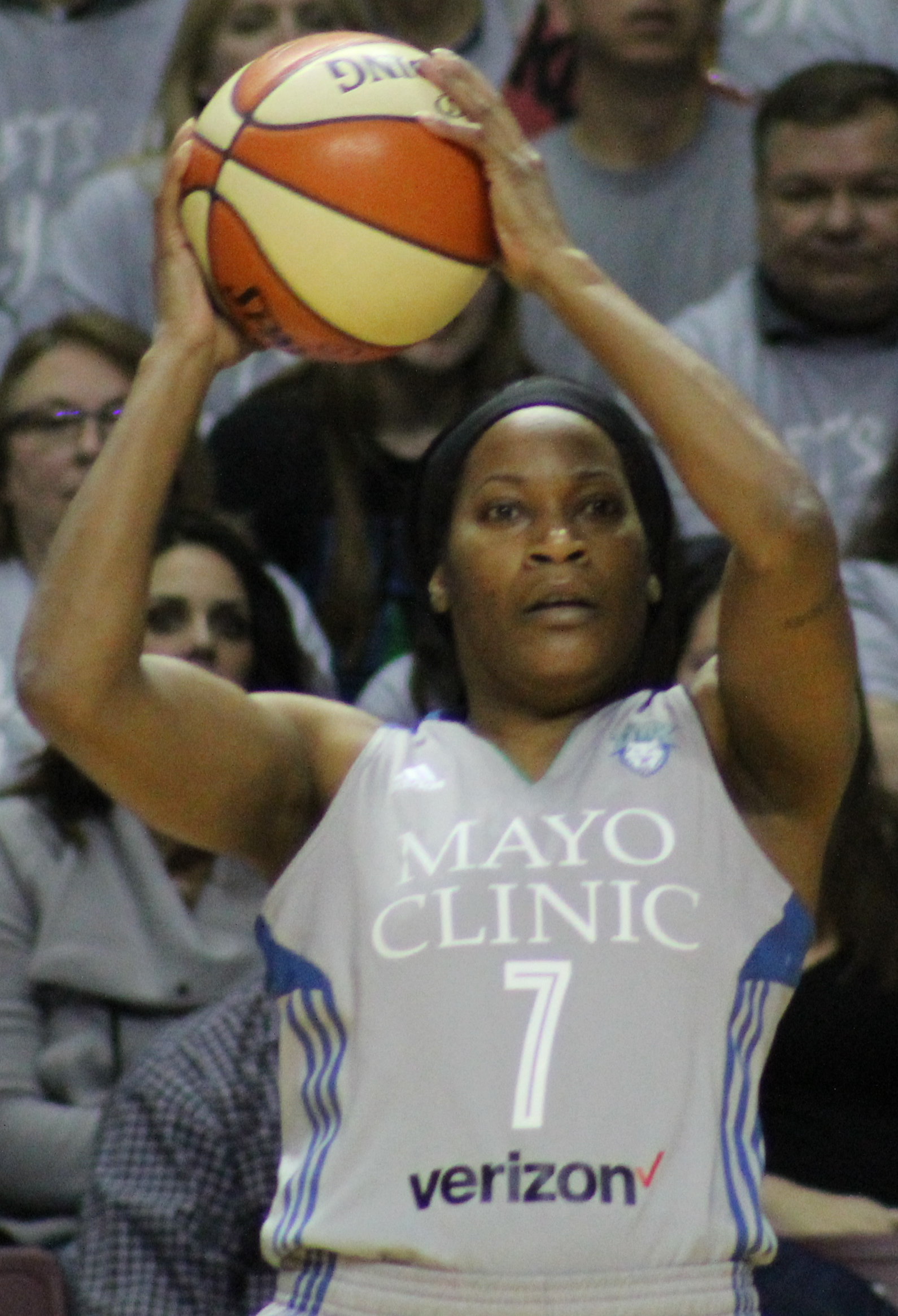
Perkins podczas 5 spotkania finałów WNBA 2017.

Na podstawie, o ile nie zaznaczono inaczej.

### NCAA
- Uczestniczka rozgrywek:
  - Elite Eight turnieju NCAA (2003)
  - Sweet Sixteen turnieju NCAA (2001–2003)
  - II rundy turnieju NCAA (2001–2004)
- MVP zespołu (2001)
- Zaliczona do:
  - I składu:
    - Big 12 (2003)
    - defensywnego Big 12 (2003)
    - turnieju:
      - NCAA Mideast Regional (2001)
      - Big 12 (2003)

  - II składu Big 12 (2003)
  - III składu Women’s Basketball News Service All-Freshman (2001)
  - składu honorable mention:
    - All-America (2002, przez Basketball Times, 2003 przez Associated Press, Kodaka)
    - Big 12 (2001)

### WNBA
- Mistrzyni WNBA (2017)
- Wicemistrzyni WNBA (2016)
- Zaliczona do:
  - II składu defensywnego WNBA (2013)
  - Silver Stars All-Decade Team (1.06.2016)
- Uczestniczka meczu gwiazd WNBA (2009)

### Drużynowe
- Mistrzyni Izraela (2009)
- Wicemistrzyni:
  - Turcji (2010)
  - NWBL (2005)
- Zdobywczyni pucharu Turcji (2010)
- Finalistka pucharu Izraela (2008, 2009)
- Ćwierćfinalistka Euroligi (2008)

### Indywidualne
(* – nagrody przyznane przez eurobasket.com)
- MVP ligi izraelskiej (2009)*
- Najlepsza zawodniczka*:
  - zagraniczna ligi izraelskiej (2009)
  - występująca na pozycji obronnej (2009)
- Zaliczona do*:
  - I składu defensywnego ligi tureckiej (2011)
  - składu honorable mention ligi tureckiej (2011)